# Hohenems
Hohenems is een stadje in de Oostenrijkse deelstaat Vorarlberg, gelegen in het district Dornbirn (DO). De gemeente heeft ongeveer 16.000 inwoners.

## Geografie
Hohenems heeft een oppervlakte van 29,17 km². Het ligt in het westen van het land, in het midden van het Alpenrijndal.

## Geschiedenis
Over het begin van de vestiging in Hohenems zijn er geen documenten. Vanaf het einde van de 12de eeuw hoorde het kasteel Altems tot de grootste en machtigste kastelen in de Zuid-Duitse regio. In 1333 werd het stadsrecht erkend maar niet verkregen vanwege de ontbrekende stadsmuren. Op 27 april 1560 werd Ems door keizer Ferdinand I tot rijksgraafschap verheven, zie graafschap Hohenems.
Op het huwelijk van Wolf Dietrich en Chiara de Medici volgde de bloeitijd van de Emser graven. Nadat de broer van Chiara de Medici tot paus werd gekozen (Pius IV), werd Markus Sitticus III, de zoon van Wolf Dietrich, in 1561 kardinaal in Rome (kardinaal Altemps). Hij gaf de opdracht voor de bouw van het paleis Hohenems. Het kasteel Altems werd tot een massieve vesting uitgebreid. Graaf Kaspar, de zoon van Jakob Hannibal, breidde het kasteel Glopper uit en stond de joden de vrije vestiging toe. De dood van graaf Kaspar in 1640 zette een punt achter de bloeitijd van de Emser graven.
In 1755 werd het handschrift C van het Nibelungenlied in de bibliotheek van het paleis ontdekt. In 1779 werd ook het handschrift A van het Nibelungenlied in het paleis gevonden.
In 1765 verkreeg Oostenrijk het graafschap Hohenems. De Habsburgers regeerden het graafschap op afstand afwisselend vanuit Tirol en Voor-Oostenrijk. Van 1805 tot 1814 was Hohenems in bezit van Beieren, daarna was het weer Oostenrijks. Sinds de oprichting van de Oostenrijkse deelstaat Vorarlberg in 1861 hoort Hohenems bij deze. Van 1945 tot 1955 maakte Hohenems deel uit van de Franse bezetting. De gemeente Hohenems hoort bij het district Dornbirn sinds diens stichting in 1969.

#### Joodse geschiedenis
In 1617 consenteerde graaf Kaspar van Hohenems de rechtsgrondslag voor de vestiging van joodse gezinnen en de opbouw en ontwikkeling van een joodse gemeenschap. Graaf Kaspar was van plan om daardoor economische voordeelen voor zijn markt te genereren. Er werden een synagoog, een mikwe, een opvanghuis en een kerkhof gebouwd. Tot de eerste helft van de 19de eeuw groeide de gemeenschap gestaag. In 1797 stichtte Herz Jakob Kitzinger uit Augsburg het eerste koffiehuis in Vorarlberg. Vlug werd het dé ontmoetingsplaats voor joodse verenigingen. In 1862 telde Hohenems 564 joodse inwoners.
Toen de staatsgrondwet van 1867 in werking trad, die het recht op vrije keuze van woonplaats voor joden inhoudt, verhuisden velen van hen naar buursteden.
In 1935 telde de joodse gemeenschap maar 35 leden. Na de Anschluss in 1938 werd joods eigendom door de gemeente Hohenems in beslag genomen. Daarop volgde de gedwongene opheffing van de cultusgemeente in 1940 en de deportatie naar concentratiekampen. Na het einde van de oorlog in 1945 werden in Hohenems ontheemde („displaced persons“) gevestigd. Van de oorspronkelijke leden van de Hohenemser cultusgemeente keerde geen enkel terug.

## Cultuur en toerisme

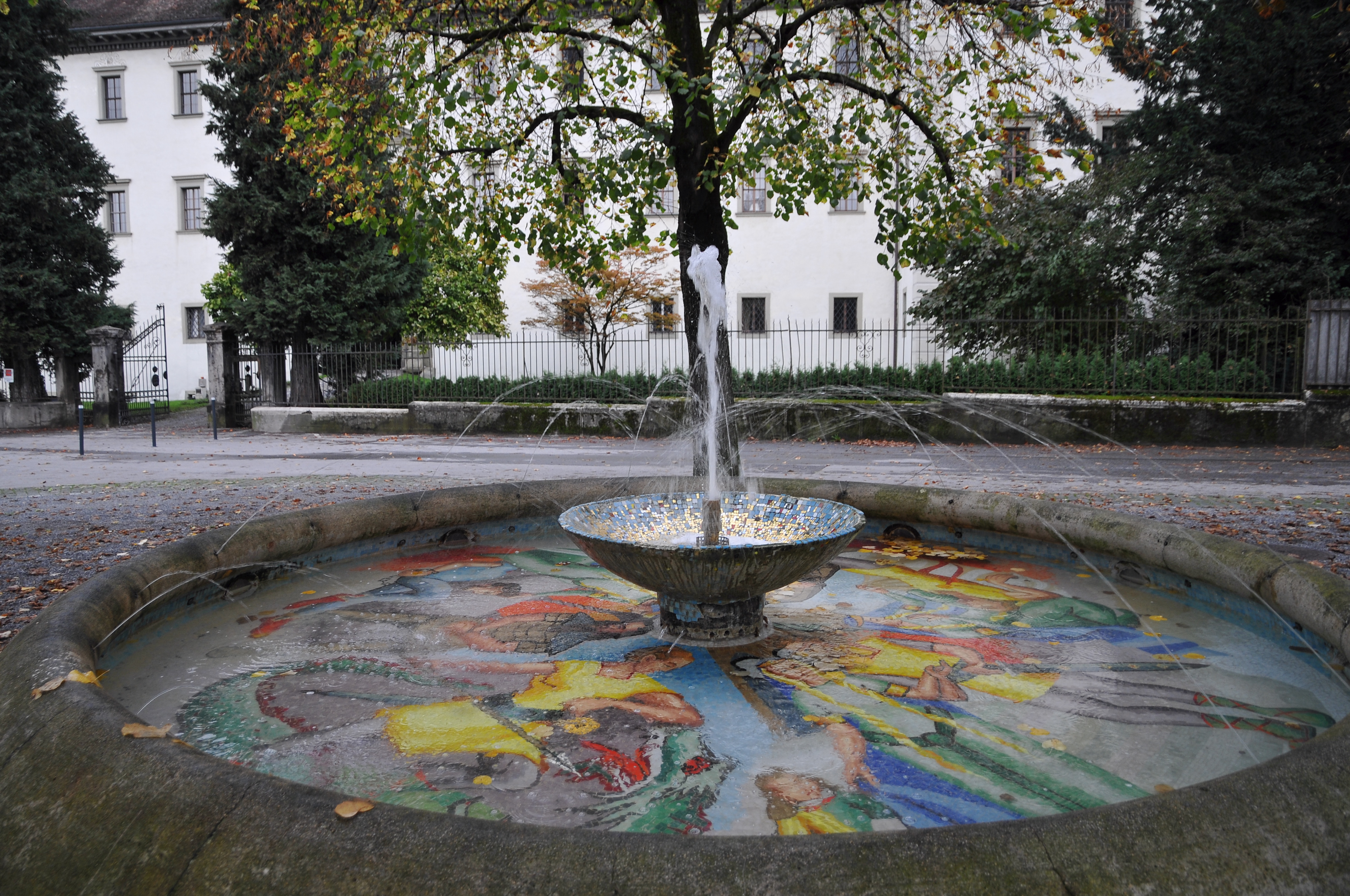
Nevelingen-fontein in Hohenems

Het toerisme is van groot economisch belang voor de stad Hohenems. Aan de ene kant is er een overvloedig cultureel aanbod en aan de andere kant staat Hohenems bekend voor zijn heerlijke landschap en mogelijkheden voor sportbeoefening zoals klimmen, wandelen, mountainbiken en paragliding.

### Festivals
De Schubertiade heeft zijn oorsprong in Hohenems in 1976. Een Schubertiade is een muzikale festiviteit om de componist Franz Schubert in ere te houden.[3] Heden ten dage worden concertgebouwen in Hohenems en Schwarzenberg voor de Schubertiade gebruikt.[4]

### Bezienswaardigheden
- Renaissance-paleis (in 1563 gebouwd door Martino Longhi, hier werden die handschriften A en C van het Nevelingenlied ontdekt)
- Schloss Glopper of "Burg Neu-Ems" (in 1343 gebouwd voor ridder Ulrich I. von Ems)
- Kasteelruïne Alt-Ems
- Joods kerkhof

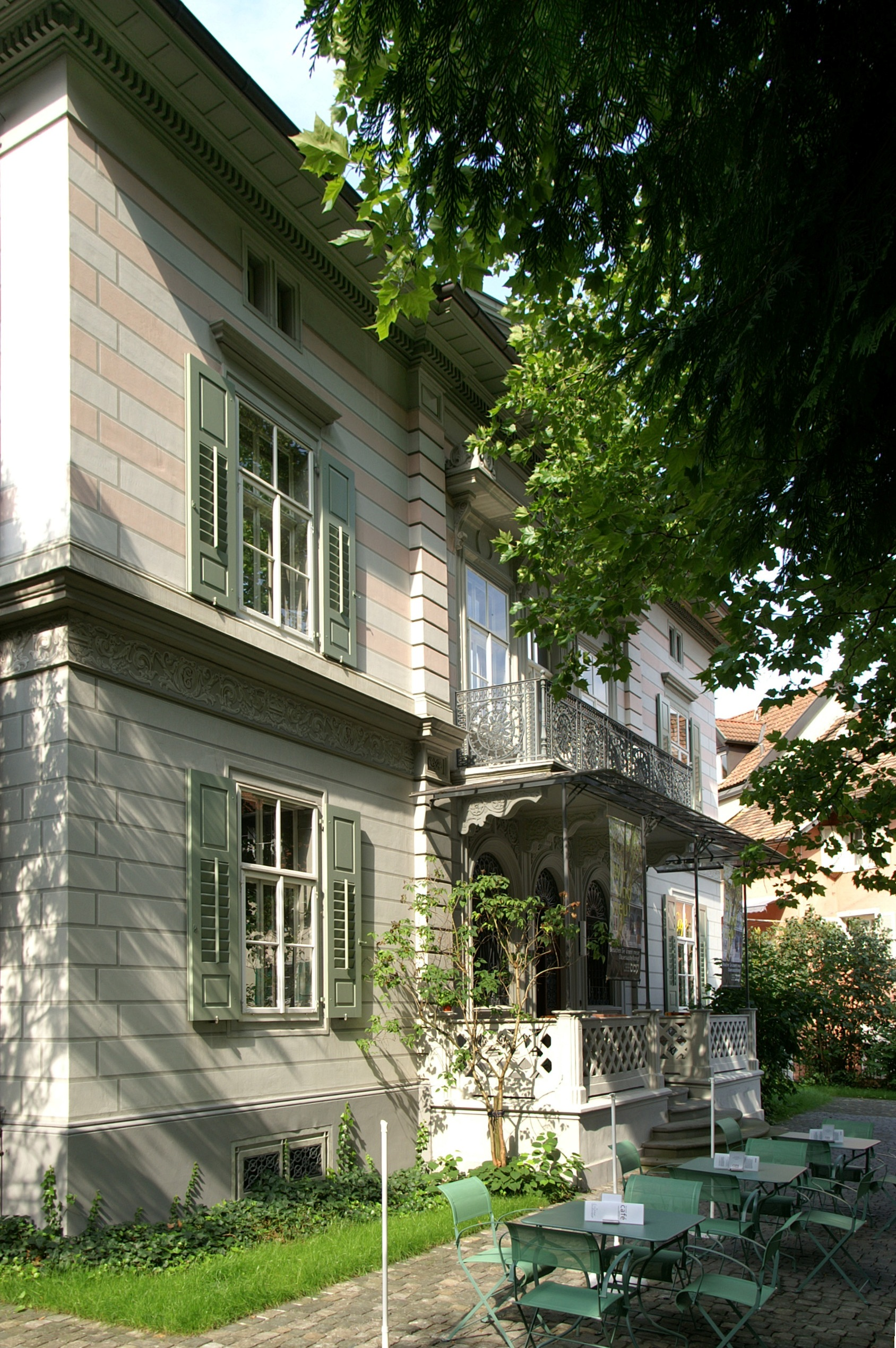
Joods Museum Hohenems

- Joods Museum HohenemsNevelingen-fontein (in 1955 gebouwd door kunstenaar Hannes Scherling)

### Musea
- Joods Museum Hohenems: Dit museum focusseert zowel op de rijke geschiedenis van de Joodse gemeenschap in Hohenems en persoonlijke verhalen als ook de diaspora en Israël. Verder wordt aan de Europese immigratiemaatschappij aandacht besteedt en wordt er een grote verzameling alledaagse voorwerpen en persoonlijke documenten getoond.[4]
- Franz-Schubert-Museum
- Nibelungen-Museum
- Schuhmacher-Museum (schoenmaker museum)
- Stoffels Säge-Mühle (zaag-molen museum)
- Otten Kunstraum (privé museum, collectie van vooral Russische avant-garde)

## Geboren
- Adi Hütter (1970), Oostenrijks voetbaltrainer en voetballer
- Fatima Spar (1977), jazzzangeres
- Christian Klien (1983), Formule 1-coureur
- Ramazan Özcan (1984), voetballer
- Matthias Brändle (1989), wielrenner

## Galerij

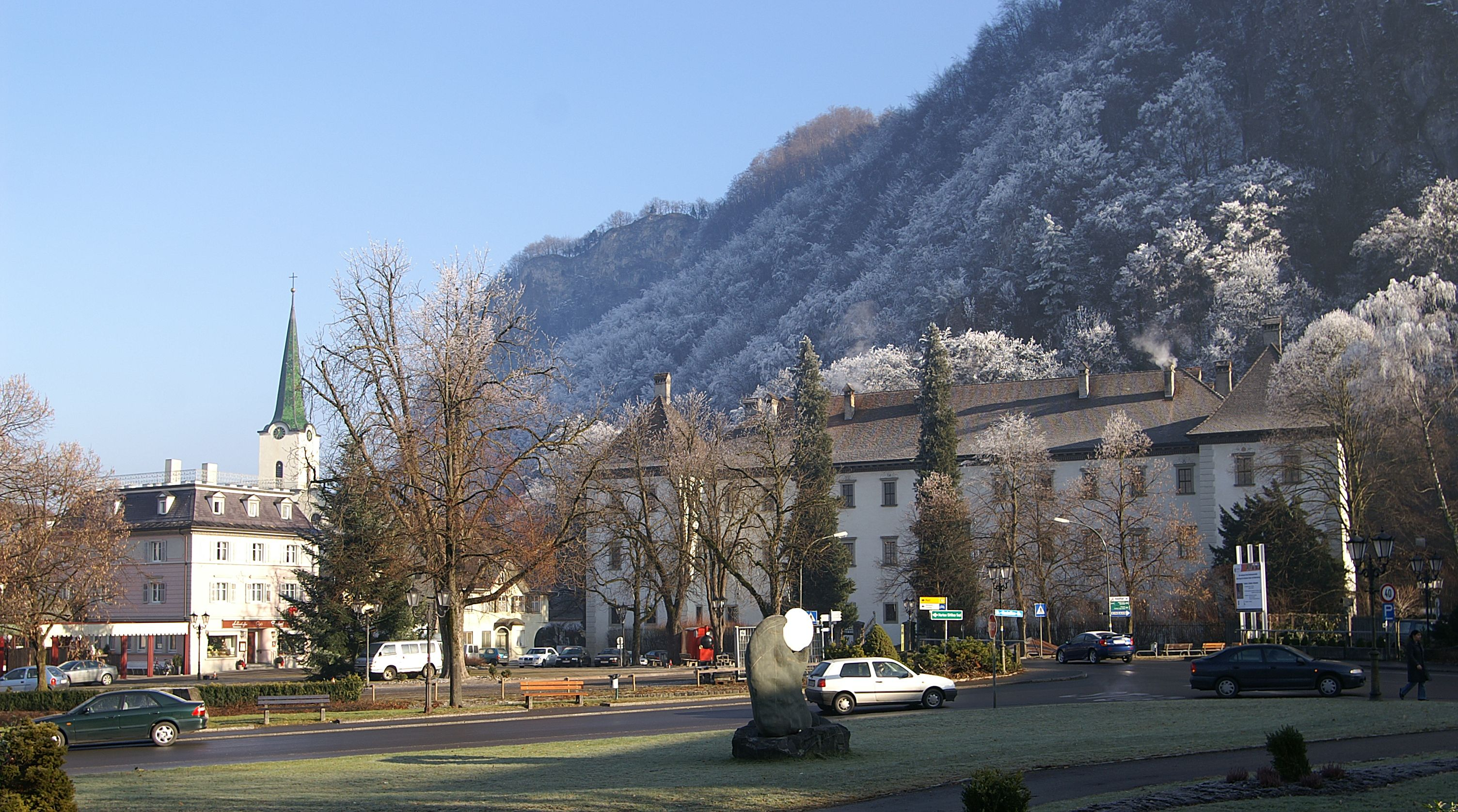
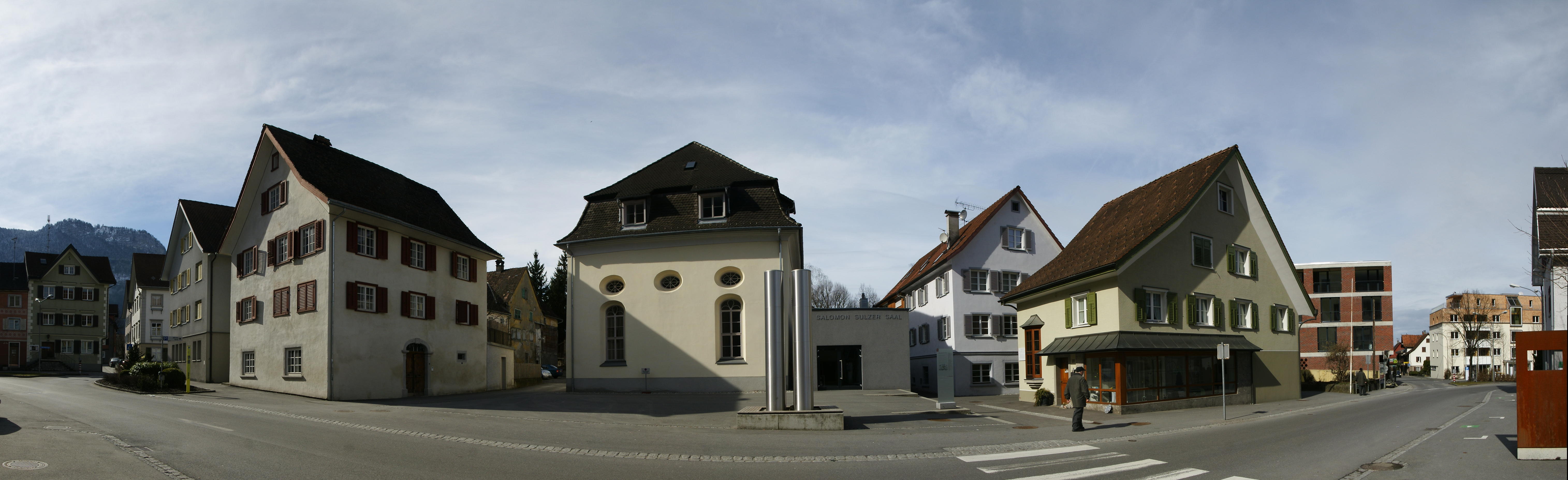
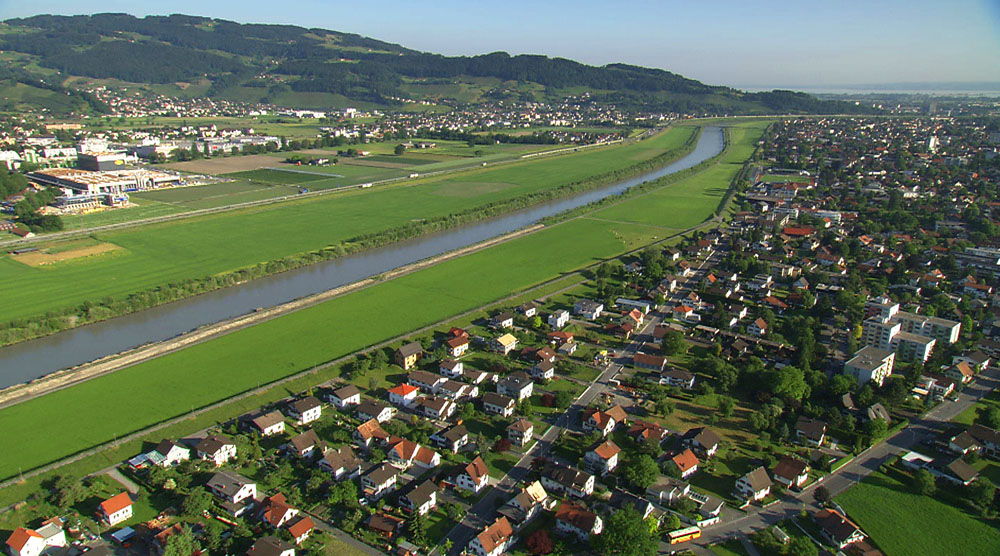
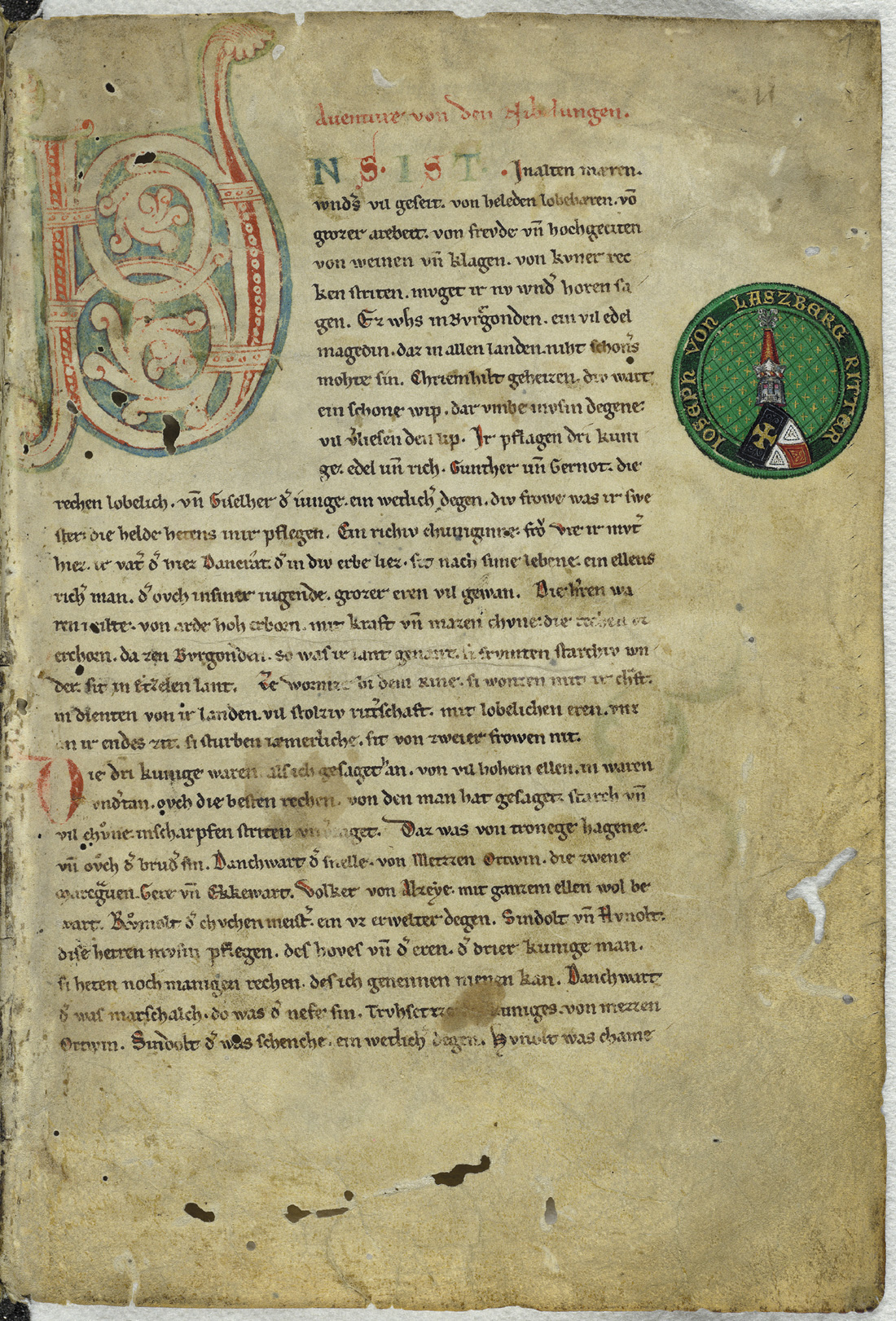
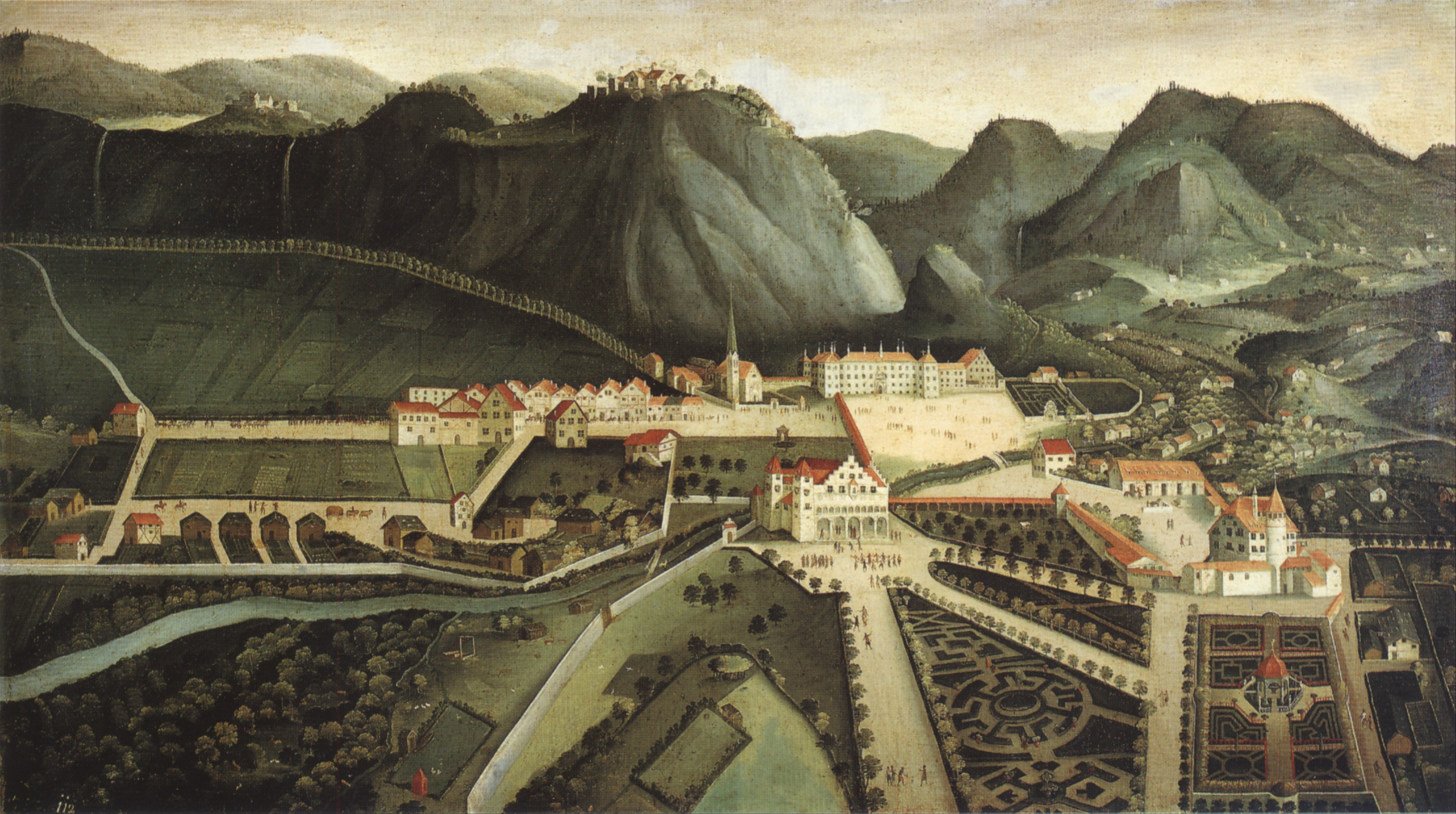
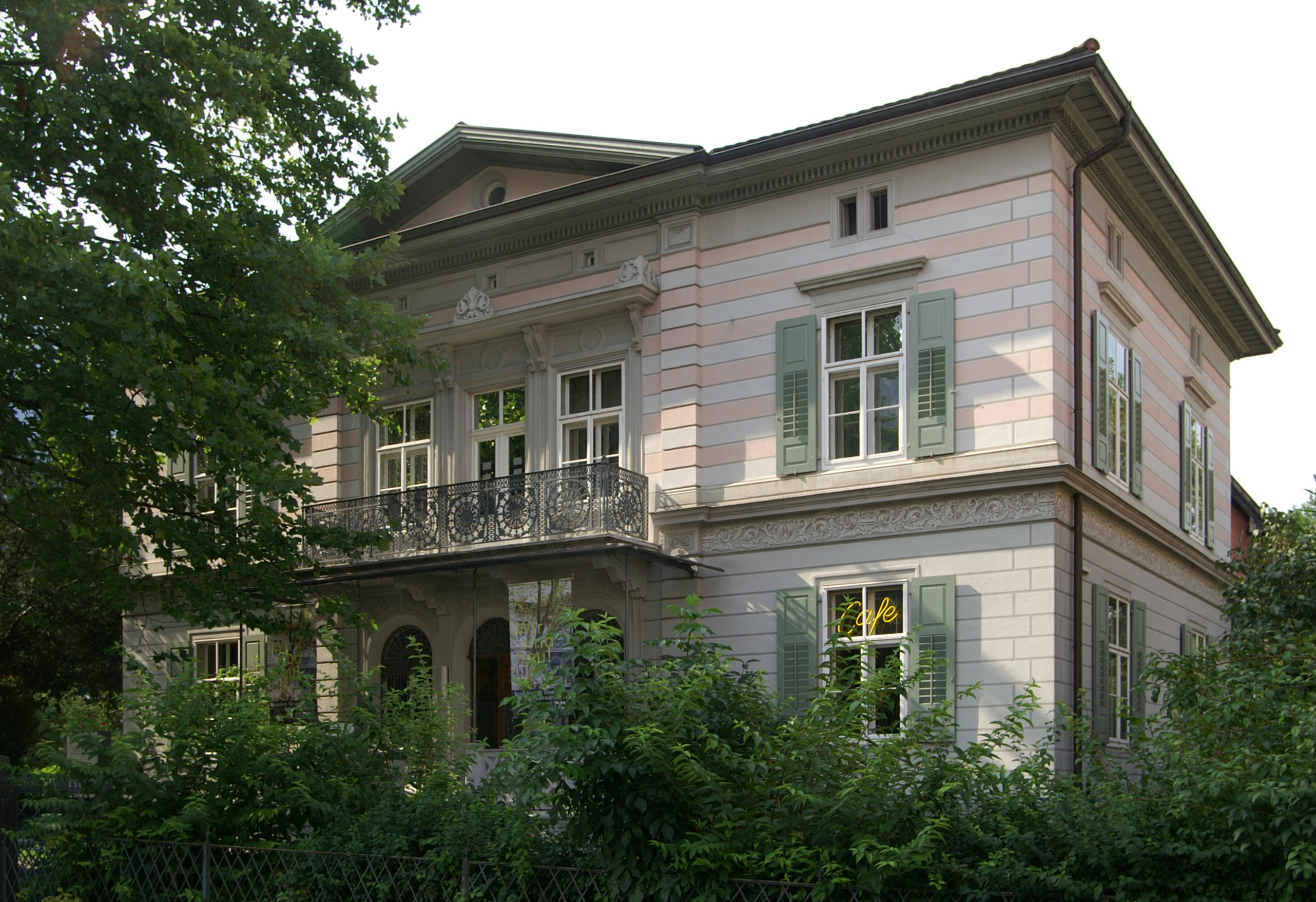
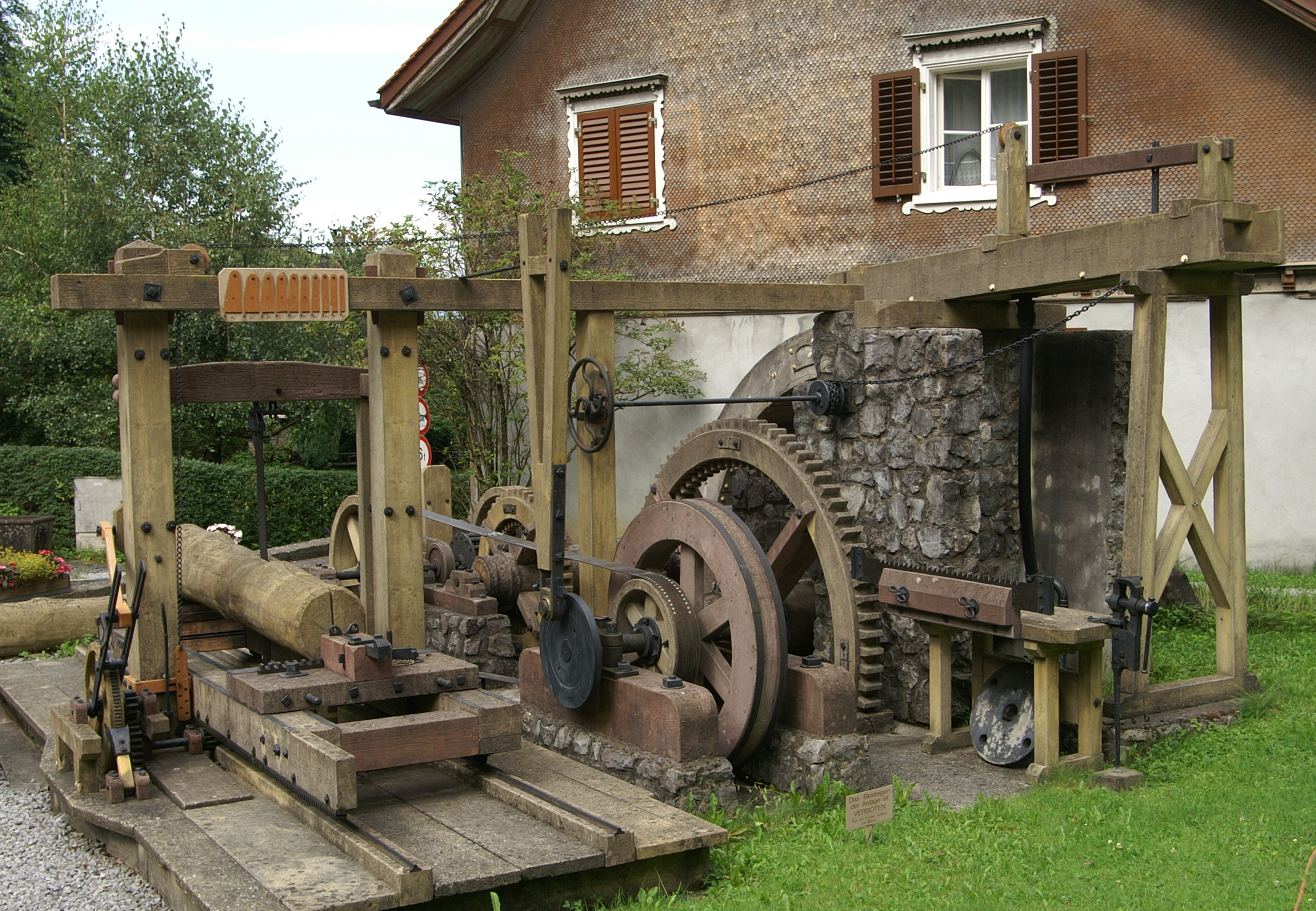
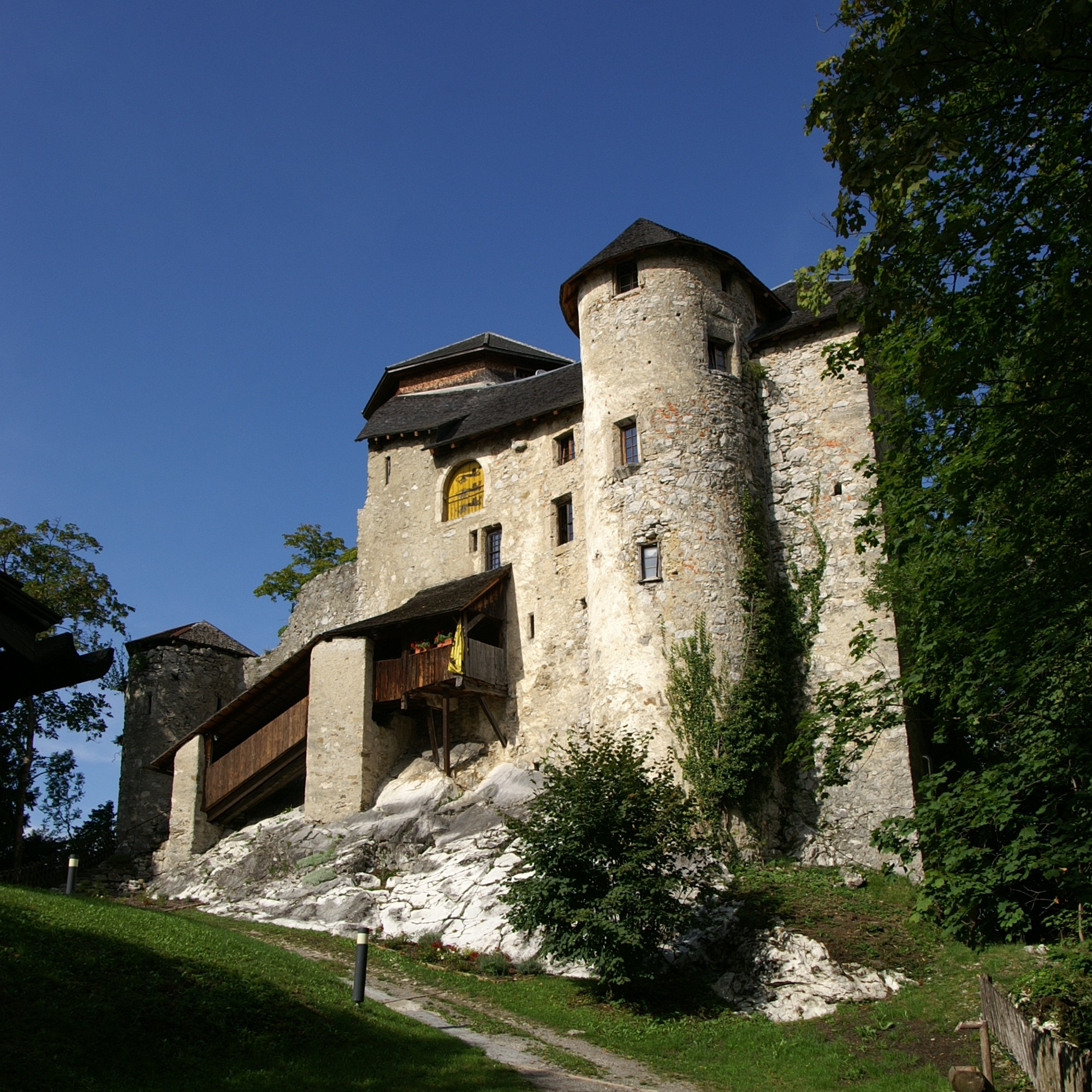
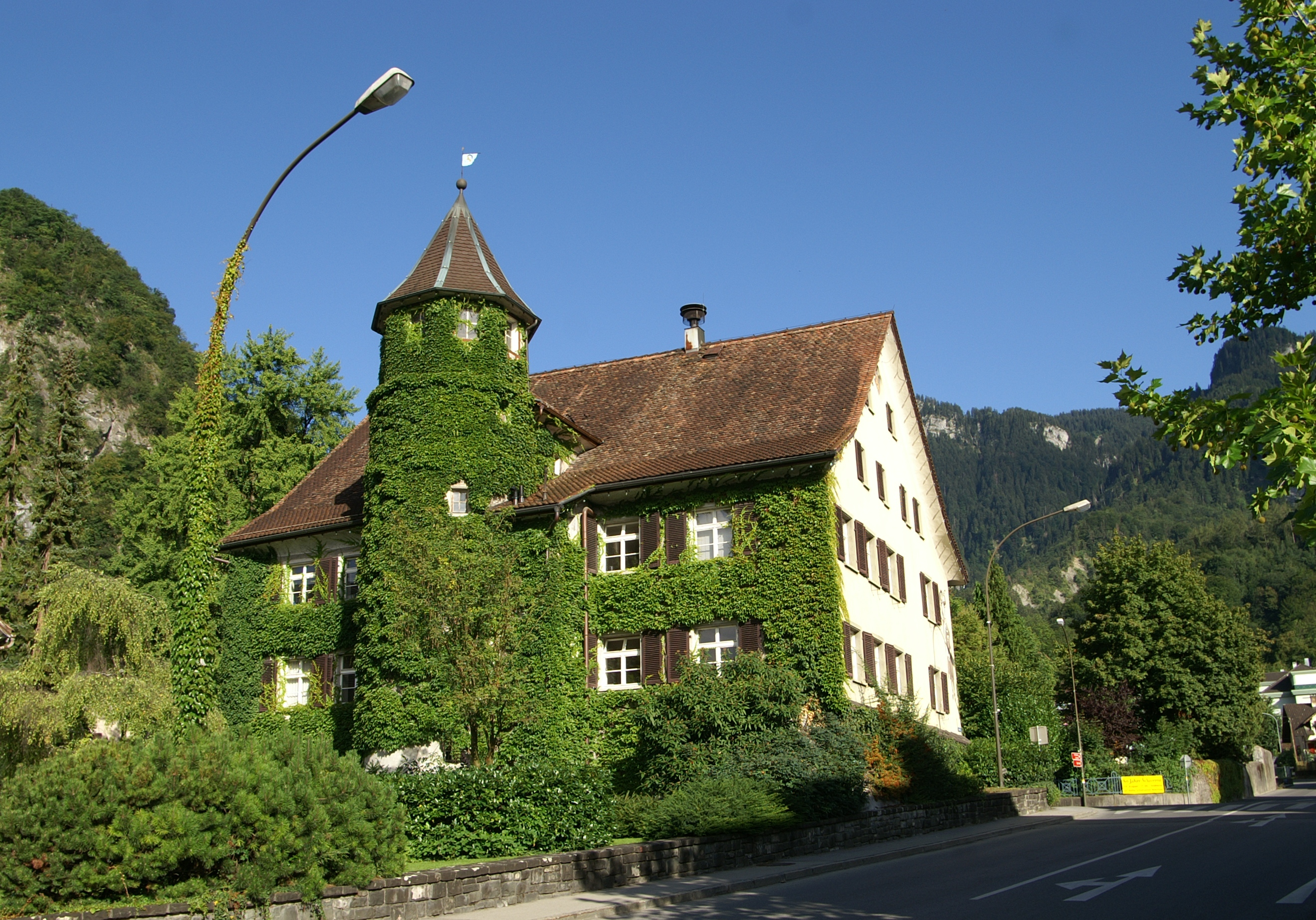
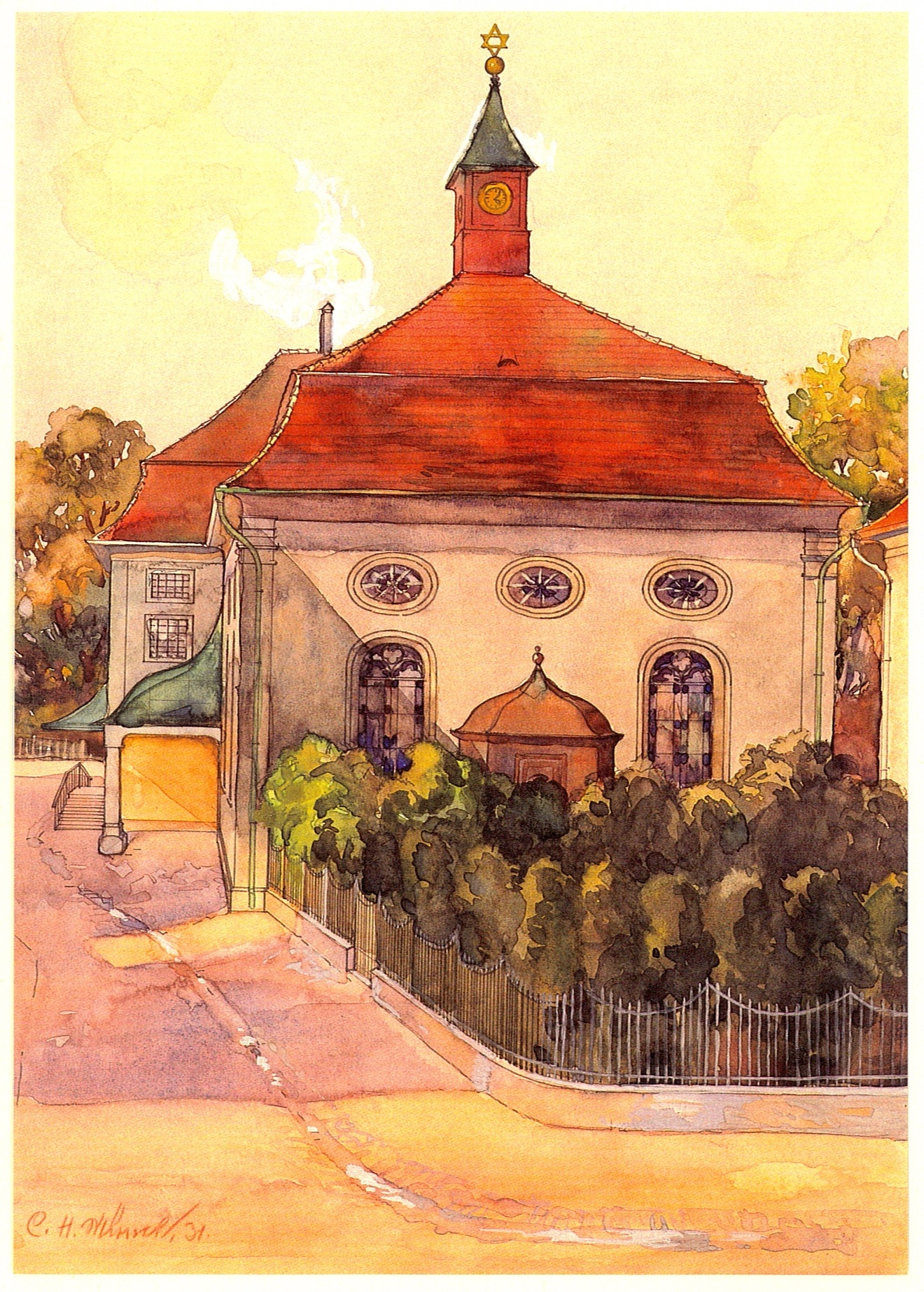
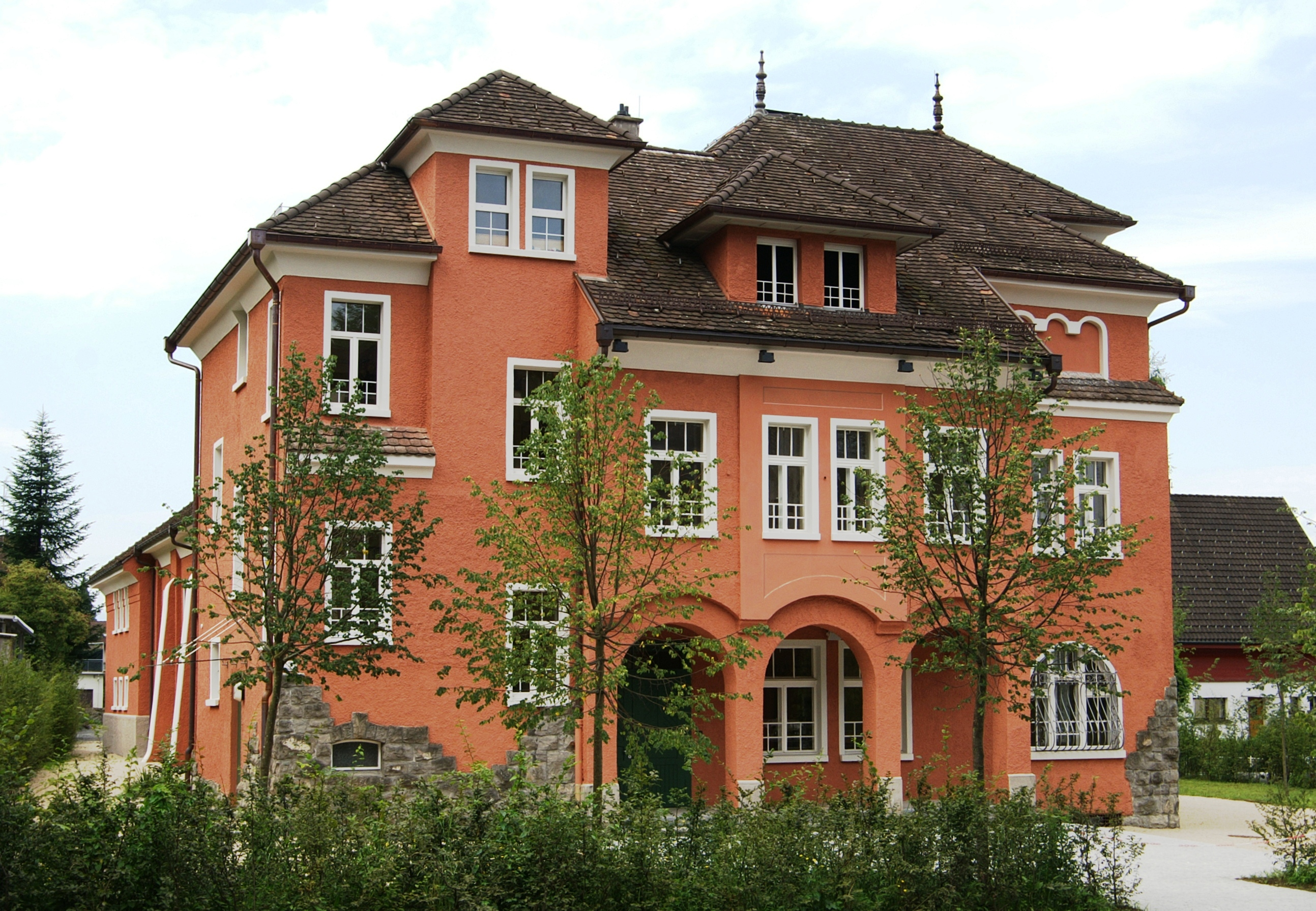
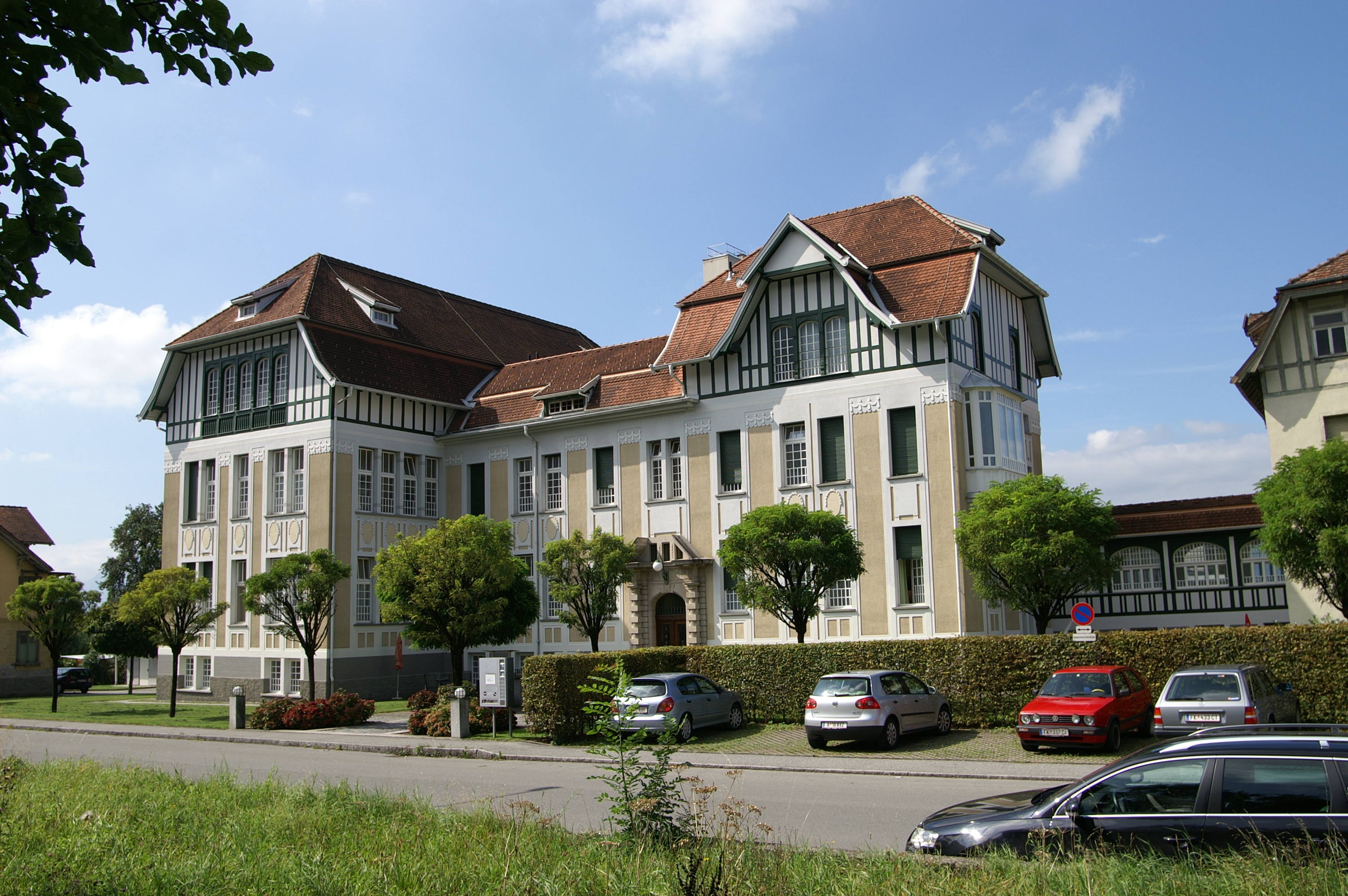
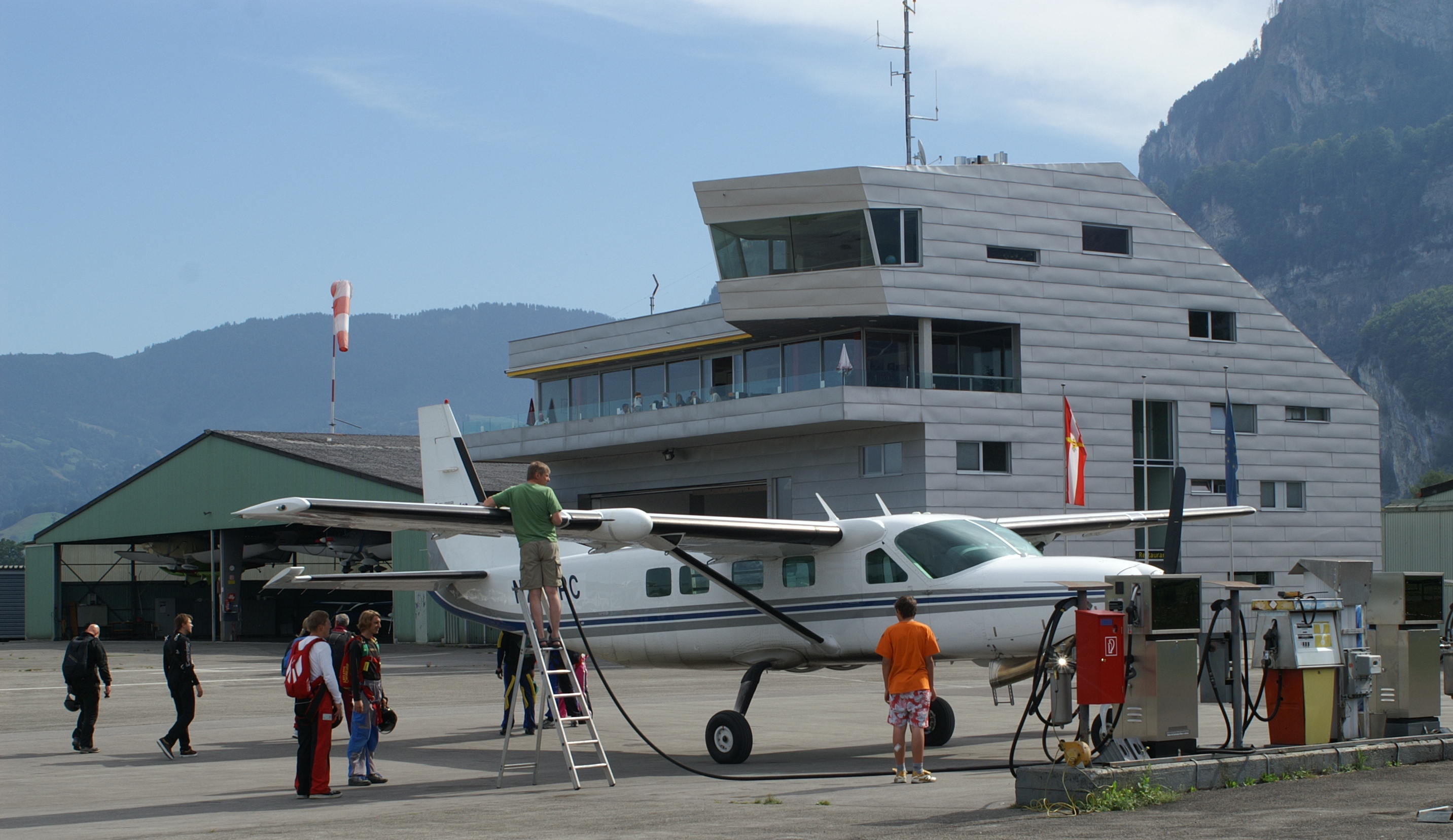
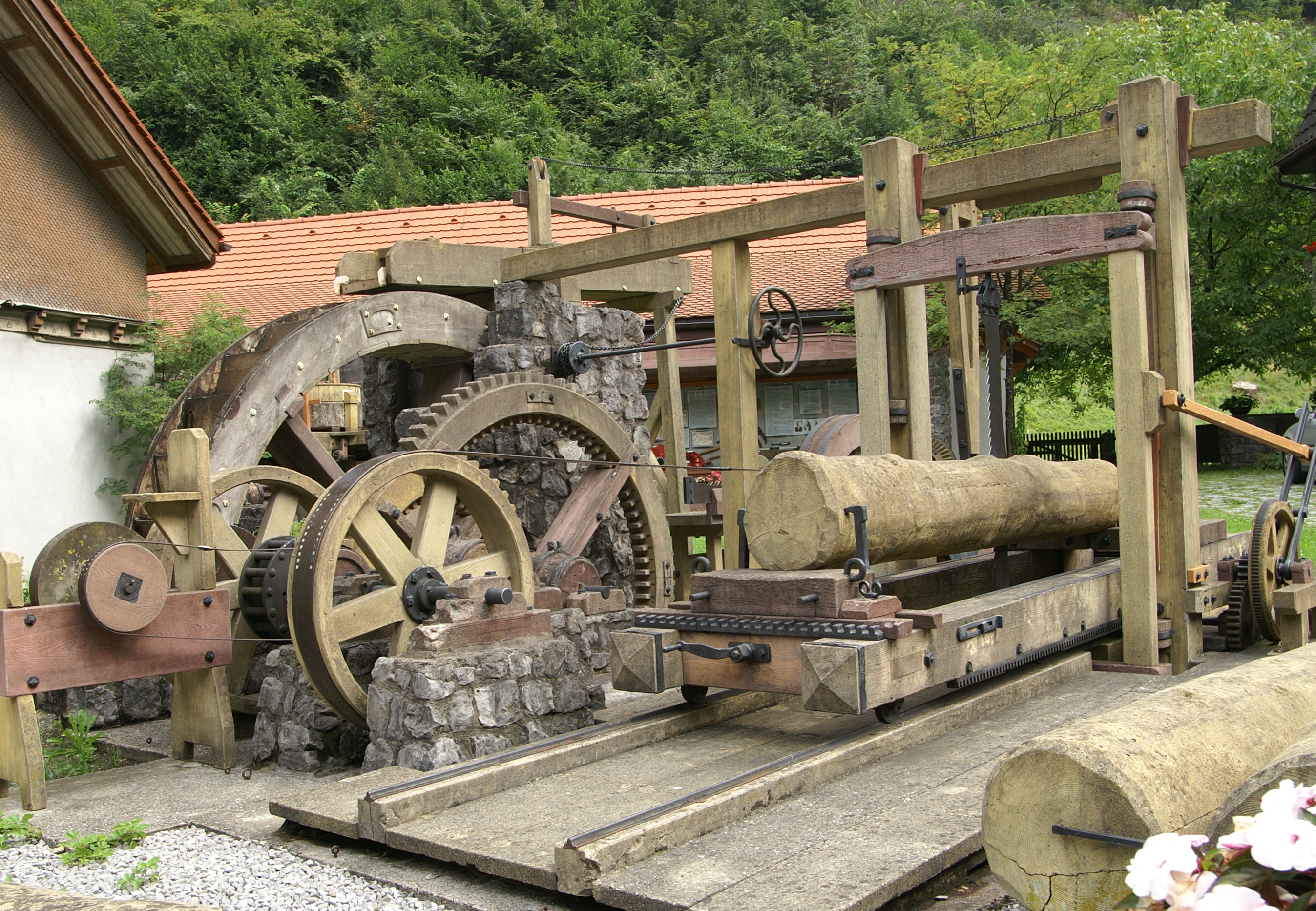
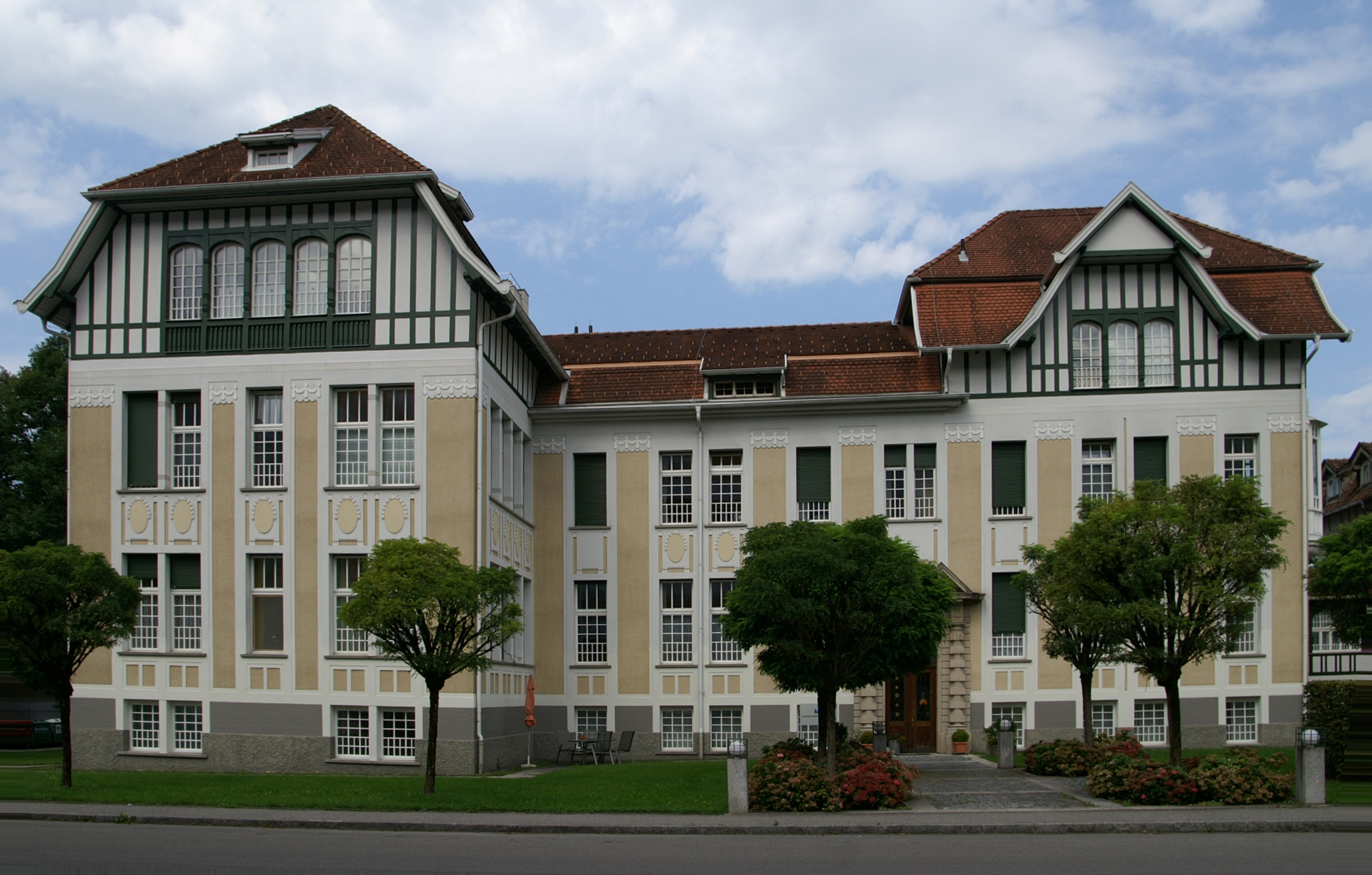
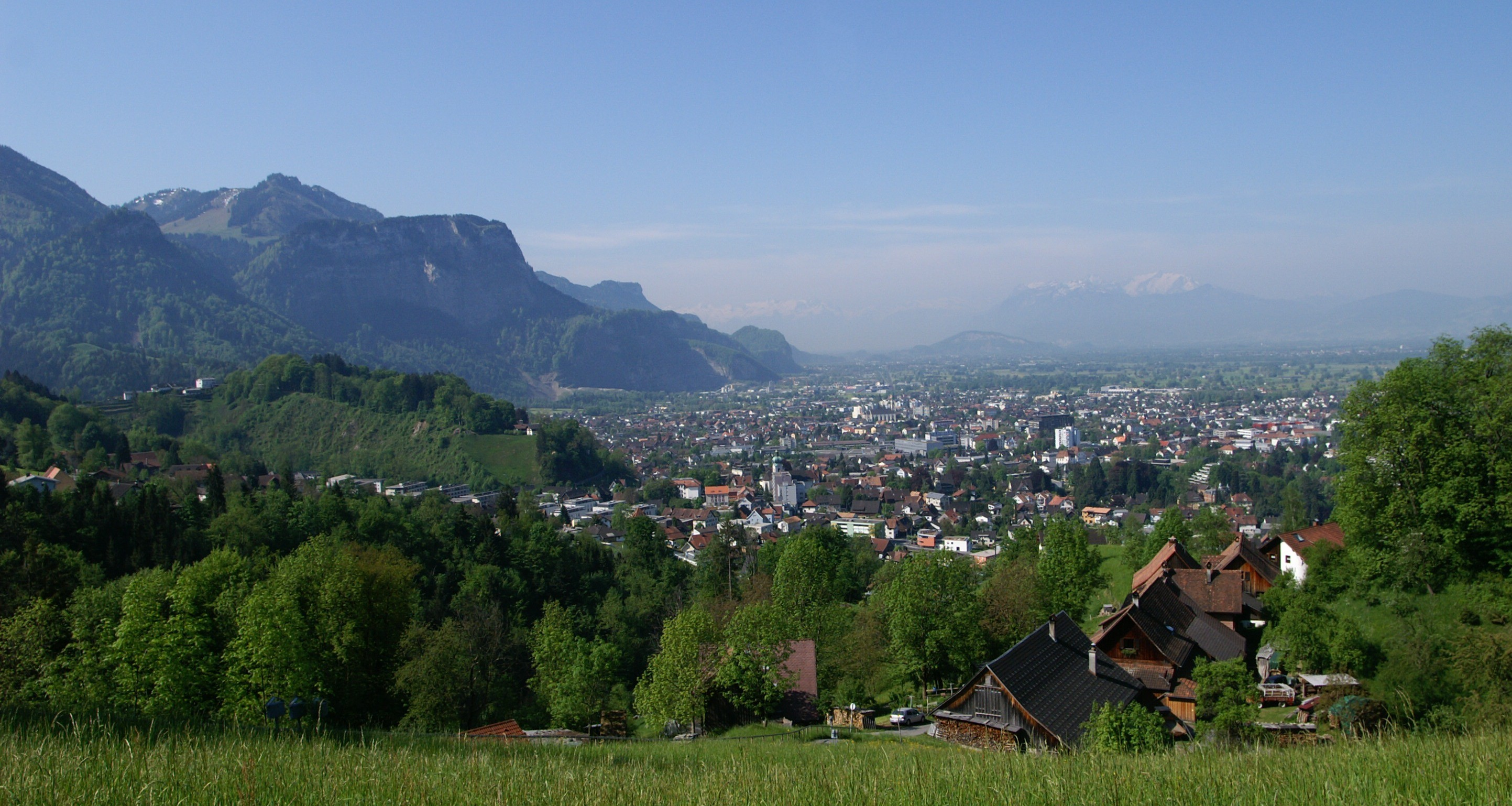
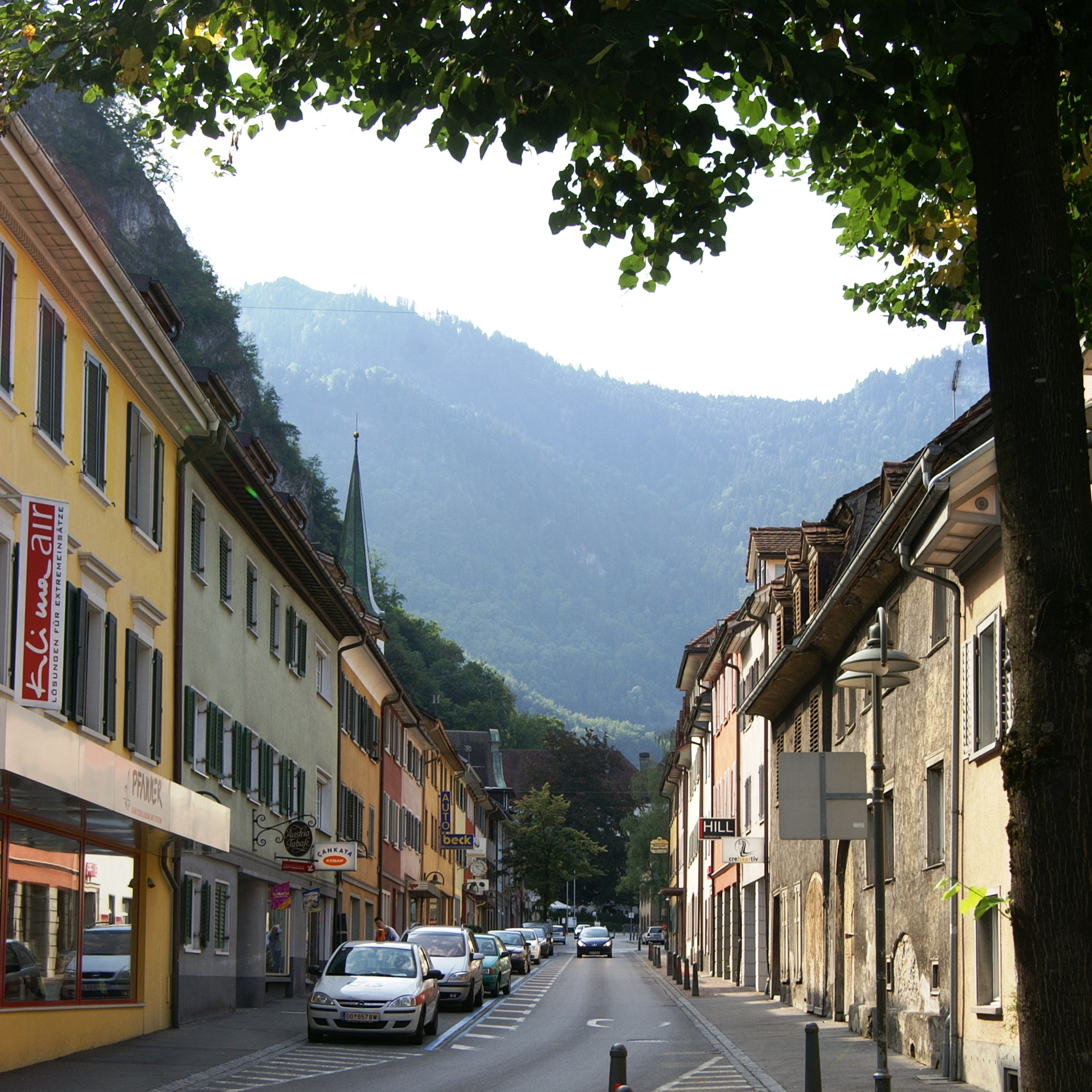

Dornbirn · Hohenems · Lustenau
- Bibliothèque nationale de France: cb14424355w (data)
- Gemeinsame Normdatei: 4095508-4
- Historisch woordenboek van Zwitserland: 013086
- Library of Congress Control Number: n80123376
- MusicBrainz: e4842e33-af35-4463-9417-f6f52317e8b0
- Nationale Bibliotheek van Tsjechië: ge885879
- Nationale Bibliotheek van Israël: 987007559632105171
- Virtual International Authority File: 150098567
- WorldCat: E39PBJkp9jHqQhy9Qy3QYtKPQq